# Johann van der Westhuizen
Johann Vincent van der Westhuizen (* 26. Mai 1952 in Windhoek) ist ein südafrikanischer Jurist. Von 2004 bis 2016 war er Richter am Verfassungsgericht der Republik Südafrika.

## Leben
Seine schulische Ausbildung erhielt van der Westhuizen in Pretoria. Das Studium der Rechtswissenschaften schloss er an der Universität Pretoria 1973 ab. 1975 wurde ihm dort der Bachelor of Laws verliehen. Im darauffolgenden Jahr erhielt er die Zulassung als Anwalt. Später wechselte er als wissenschaftlicher Mitarbeiter an seine Alma Mater und wurde dort 1980 zum Doktor der Rechte promoviert. Zugleich unterrichtete er dort im Fach Rechtsgeschichte. Zugleich leitete er bis 1994 den Fachbereich für Rechtsgeschichte, Vergleichende Rechtswissenschaft und Rechtsphilosophie. 1986 war er Gründungsdirektor des Centre for Human Rights.
Van der Westhuizen war in erheblichem Maße an der Entwurfsfassung der am 9. Mai 1996 verabschiedeten Verfassung der Republik Südafrika beteiligt. Schon einige Jahre zuvor war er bereits Mitglied des für die Ausarbeitung der Übergangsverfassung (1993) zuständigen Transitional Executive Council, dessen Aufgabe darin bestand, die Verfassungsgebende Versammlung Südafrikas (Constitutional Assembly), die damalige Nationalversammlung und der Senat, zu beraten.
1994 wurde er zum Mitglied einer Kommission ernannt, die für die Abschaffung diskriminierender Gesetzesbestimmungen aus der Zeit der Apartheid zuständig war. Zwei Jahre später leitete er ein Projekt des Justizministeriums und der South African Human Rights Commission zur Ausarbeitung von Gleichbehandlungsvorschriften. 1999 ernannte Nelson Mandela ihn zum Richter an der Transvaal Provincial Division. Im Februar 2004 wurde van der Westhuizen schließlich zum Richter am Verfassungsgericht der Republik Südafrika ernannt. Diesen Posten hatte er bis 2016 inne.

## Publikationen (Auswahl)
- Introductory notes on South African human rights law. Center for Human Rights, Pretoria 1993, OCLC 32478286, LCCN 95-151058
- On equality, justice, the future of South African law schools and other dreams. Center for Human Rights, Pretoria 1993, OCLC 65096997